# Pasaporte yugoslavo
El pasaporte yugoslavo era el documento de identificación emitido para los ciudadanos de la extinta República Federativa Socialista de Yugoslavia con el propósito de viajar internacionalmente.
Durante la Guerra Fría, con este pasaporte los ciudadanos de las repúblicas de Bosnia y Herzegovina, Croacia, Eslovenia, Macedonia, Montenegro y Serbia y de las provincias autónomas de Kosovo y Voivodina pudieron encontrar empleo entre las empresas europeas que comerciaban con el Este y otros países. También fue descrito como «uno de los más convenientes del mundo, ya que era uno de los pocos con los que una persona podía viajar libremente tanto por Oriente como por Occidente».
Bajo el sistema federal yugoslavo, cada república constituyente tenía su propio registro de ciudadanos y emitía una variedad algo distinta de pasaportes. En particular, los pasaportes yugoslavos expedidos en la República Socialista de Macedonia se imprimían en macedonio y francés, en lugar de en serbocroata, y los emitidos en la Provincia Autónoma Socialista de Kosovo estaban en albanés, serbocroata y francés.

## Evolución de los pasaportes yugoslavos

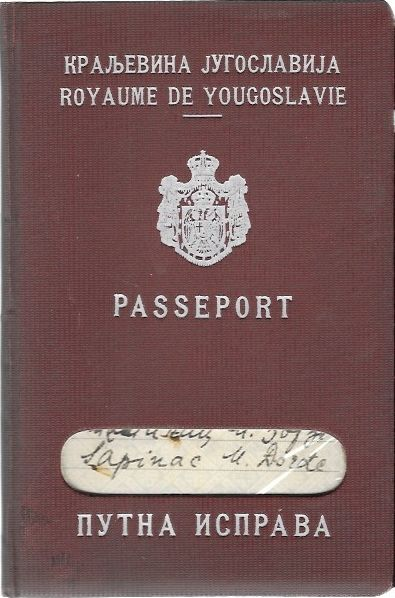
Pasaporte del Reino de Yugoslavia
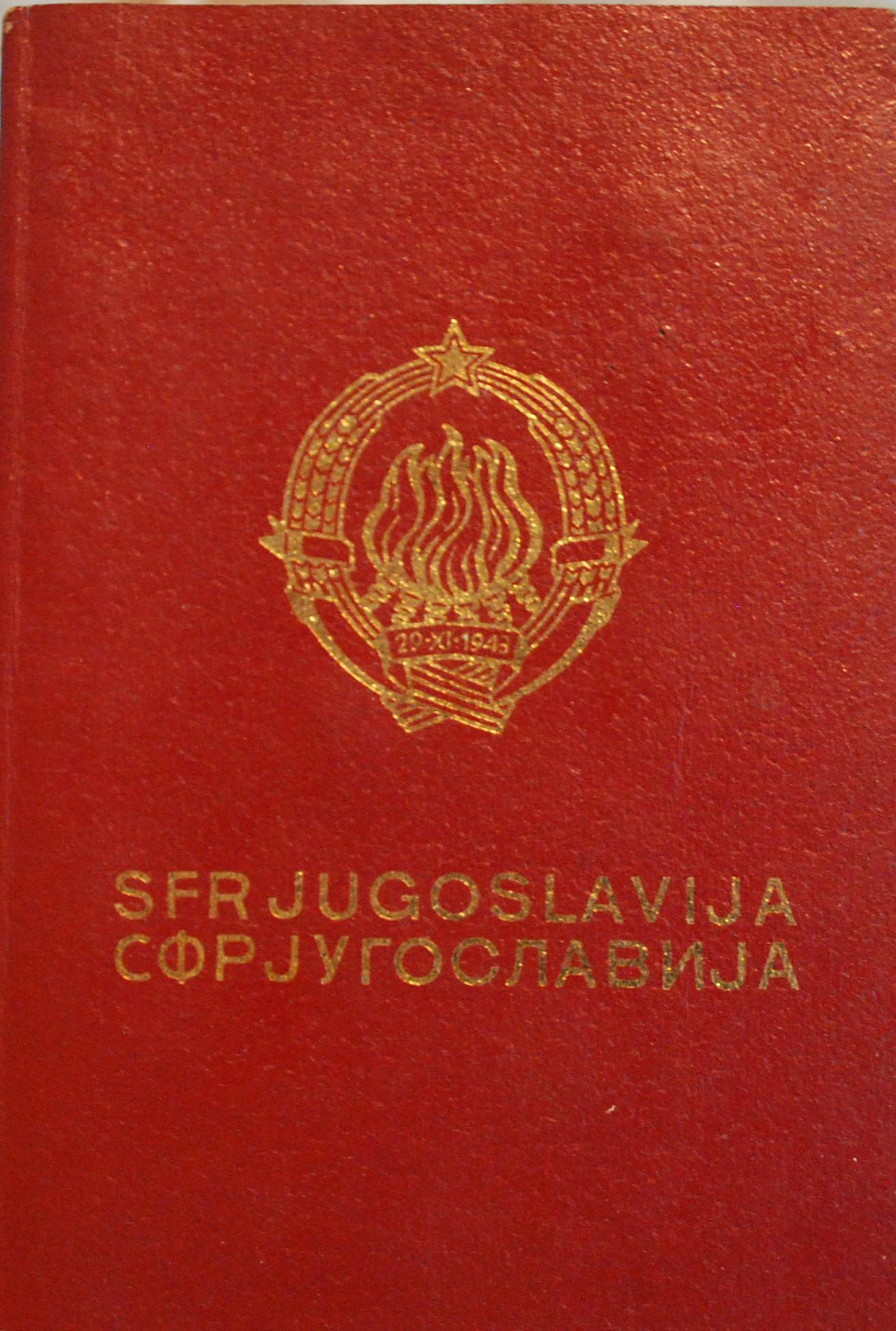
Pasaporte de la República Federativa Socialista de Yugoslavia
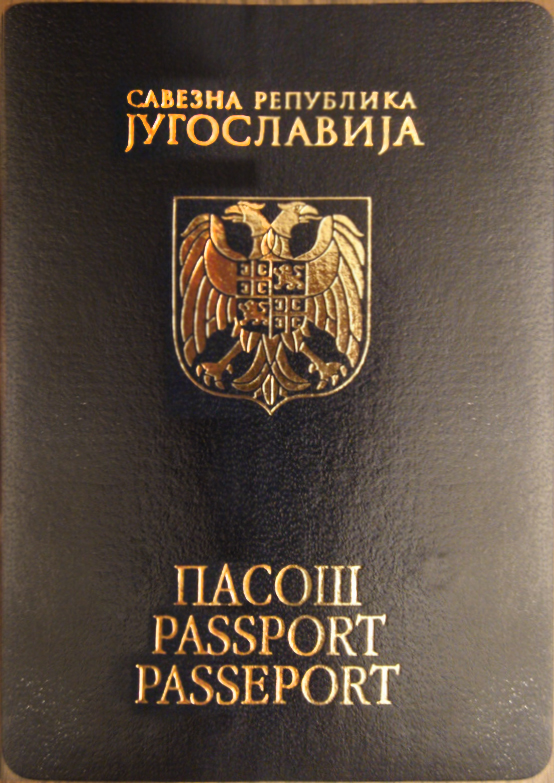
Pasaporte de la República Federal de Yugoslavia